# (1454) Kalevala
(1454) Kalevala es un asteroide perteneciente al cinturón de asteroides descubierto el 16 de febrero de 1936 por Yrjö Väisälä desde el observatorio de Iso-Heikkilä en Turku, Finlandia.
Está nombrado por el Kalevala, un poema épico finés.